# Lošákovec palčivý
Lošákovec palčivý (Hydnellum peckii), jinak také lošák palčivý, lošák ďábelský či lošákovec Peckův, je druh houby z čeledi bělozubovité (Bankeraceae). V Červeném seznamu hub České republiky je druh uveden jako ohrožený.

## Znaky
Tvrdý, hrbolatý, sametový klobouk dorůstá 2,5-8 cm do šířky, nejdřív klenutý se postupně zplošťuje (někdy mohou plodnice připomínat nálevku), barvu má bílou, postupně rezaví až hnědne, při poranění černá. Za vlhka vylučuje povrch mladých plodnic červené kapky - procesu se říká gutace.
Ostny jsou cca 0,5 cm dlouhé, husté, sbíhavé, mají stejnou barvu co klobouk. Výtrusný prach je bílý až hnědý.
Třeň je 1-6 cm dlouhý, nepravidelně válcovitý, jemně plstnatý stejné barvy co klobouk.
Houbovitá dužnina stárnutím dřevnatí, je bílá až hnědá, chuť je velmi silně palčivá.

## Užití
Nejedlý druh.

## Ekologie
Od srpna do listopadu roste tento lošákovec velmi vzácně na kyselém podloží pod smrky a borovicemi.

## Rozšíření
Houba je obecně rozšířena v oblastech severní polokoule.

## Galerie

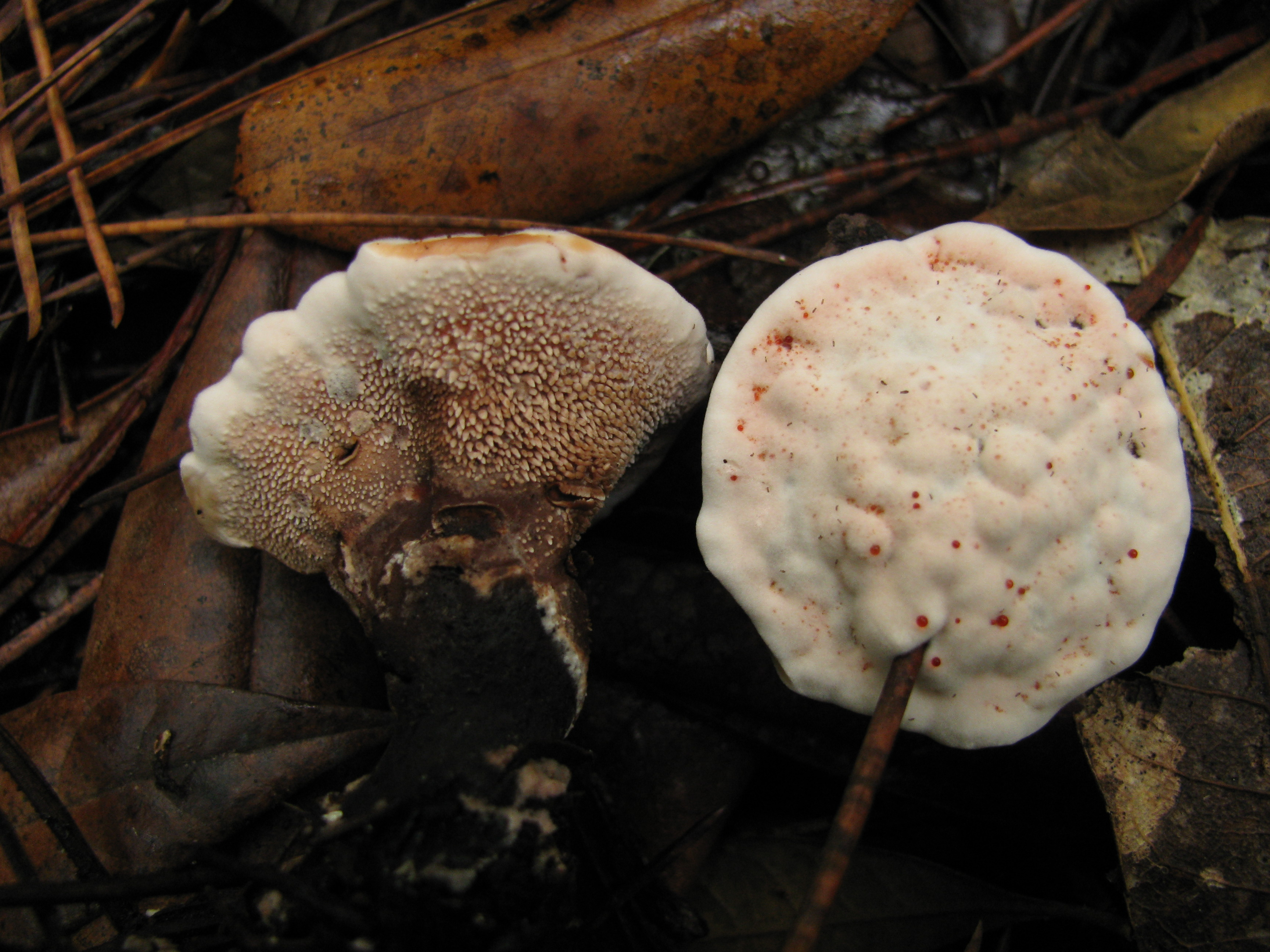
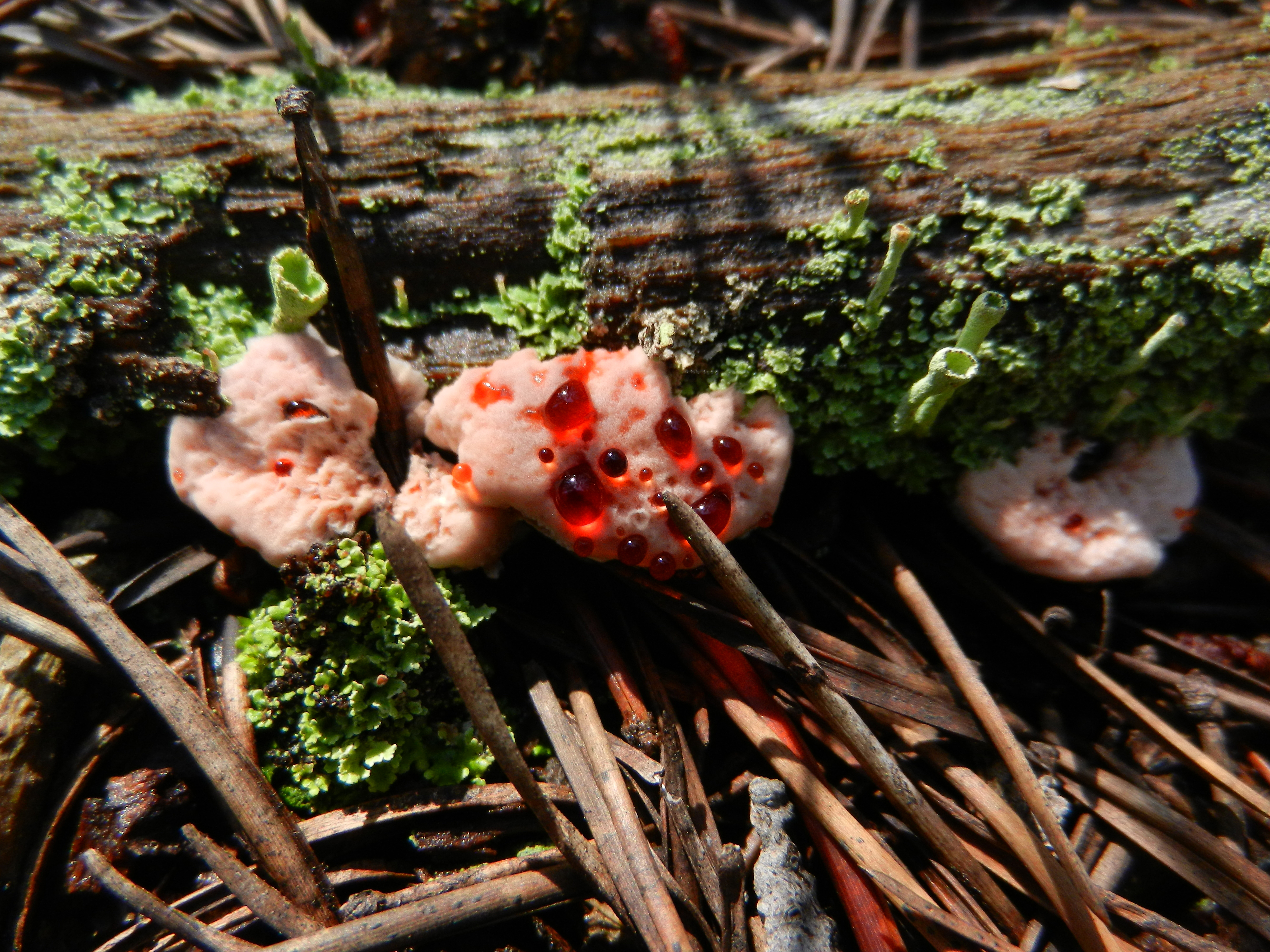
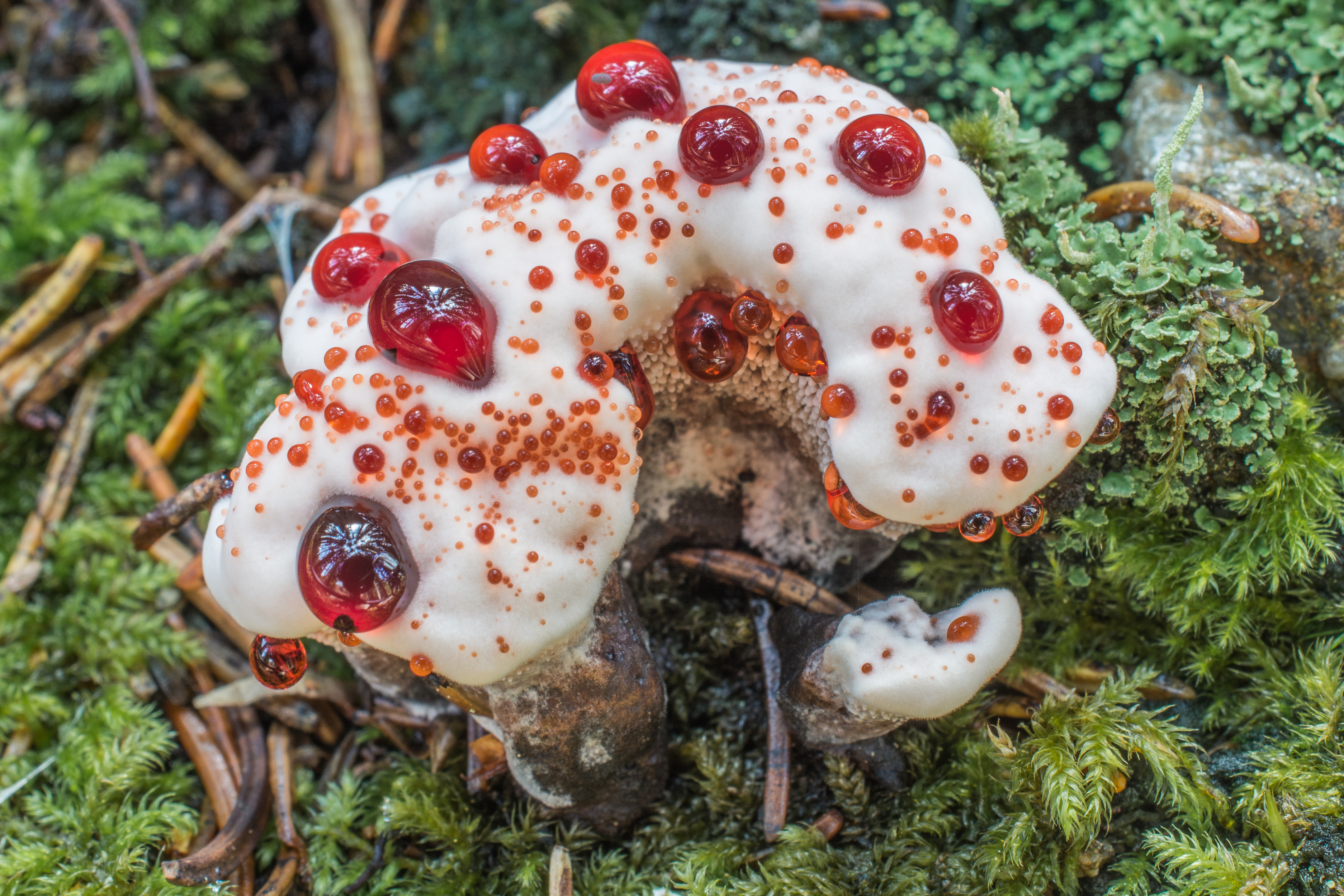
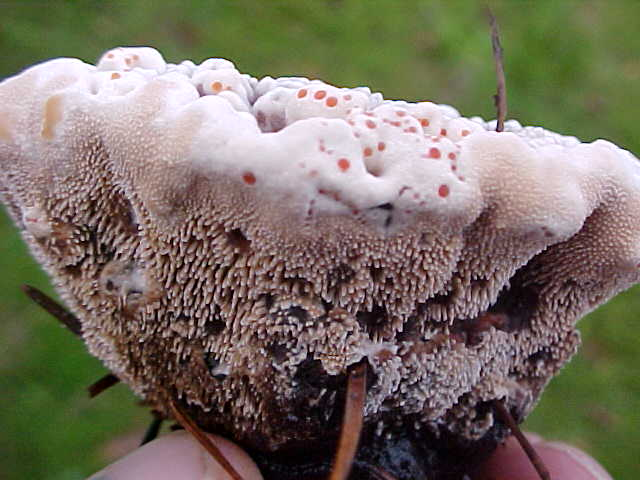

## Možnost záměny
- Lošákovec rezavý (Hydnellum ferrugineum)